# シタロプラム
シタロプラム（Citalopram）は、セレクサ（Celexa）などの商品名で販売（日本では未販売）されている選択的セロトニン再取り込み阻害薬（SSRI）に分類される抗うつ薬である。大うつ病性障害、強迫性障害、パニック障害、社会恐怖症の治療に使用される。抗うつ効果が現れるまでに1〜4週間かかる。投与法は経口である。 
一般的な副作用には、吐き気、睡眠障害、性機能障害、震え、疲労感、発汗、などがあげられる。重度の副作用は、25歳未満の自殺リスクの増加、セロトニン症候群、緑内障、QT延長症候群、などである。MAO阻害剤を服用している人には投与するべきでない。投与を中断すると抗うつ薬中断症候群を発症する可能性ある。妊娠中の人への投与は胎児に害を及ぼすことが懸念される。
シタロプラムはデンマークのルンドベックが開発し、デンマーク国内で1989年に上市したのをはじめ、1998年に米国で医療用として承認されたが、日本国内では医薬品の承認を得ていない。流通している各国では後発医薬品として入手できる。なお、シタロプラムの光学異性体であるエスシタロプラムはレクサプロの商品名で、2011年に日本国内での承認を得ている。